# Мбуйє (комуна)
Мбуйє — одна з комун провінції Мурамвія, на півночі Бурунді. Центр — однойменне містечко Мбуйє.